# José Manuel Pearce de Azevedo
José Manuel Teixeira Gomes Pearce de Azevedo MBE (Portimão, 20 de Março de 1930 - Portimão, 20 de Janeiro de 2014), foi um cônsul e empresário português.

## Biografia

### Nascimento e formação
José Pearce de Azevedo nasceu em 20 de Março de 1930, na cidade de Portimão. Era neto materno de Manuel Teixeira Gomes, presidente da República Portuguesa, enquanto que o seu pai e o seu avô paterno foram vice-cônsules no Algarve, pelo que desde cedo que José de Azevedo se habituou a viver num ambiente consular.
Frequentou a Universidade de Lisboa, onde se formou em Ciências Económicas e Financeiras, tendo depois continuado a estudar em Londres, nos campos da economia e finanças.

### Carreira diplomática e profissional
Iniciou a sua carreira profissional ao mesmo tempo que estudava em Londres, na companhia de navegação da família, Pedro Bento de Azevedo.
Exerceu como o primeiro presidente da Comissão Regional de Turismo do Algarve, entre 1970 e 1974, num processo que visou a descentralização do turismo em relação ao governo, no âmbito da chamada Primavera Marcelista. Desempenhou um papel muito importante no desenvolvimento da indústria do turismo no Algarve, tendo sido apelidado de "Mr. Tourism" pelo jornal britânico The Times. Também foi presidente da Junta Autónoma dos Portos do Barlavento, entre 1963 e 1998, e exerceu como oficial do Império Britânico.
Foi cônsul honorário do Reino Unido durante cerca de 35 anos, de 1965 a 2000, um dos fundadores da Association of Foreign Property Owners in Portugal, membro do Royal British Club em Lisboa, e vice-presidente da Anglo-British Society, em Londres.

### Falecimento e homenagens
José Pearce de Azevedo faleceu na tarde do dia 20 de Janeiro de 2014, aos 83 anos, no Hospital do Barlavento Algarvio, em Portimão. A missa de corpo presente decorreu em 22 de Janeiro, na Igreja do Colégio em Portimão, tendo o féretro sido enterrado no Cemitério Municipal daquela cidade.
Recebeu várias distinções, tanto nacionais como do Reino Unido, tendo sido feito cavaleiro na Ordem do Império Britânico em 1977, pelas suas funções como cônsul. Na sequência do seu falecimento, a Câmara Municipal de Portimão emitiu uma nota de pesar, e fez um minuto de silêncio em sua homenagem.